# Spalacinae
Sous-famille
Synonymes
- Aspalacina
- Aspalacidae
- Spalacidae
- Spalacini
- Spalasina

Les rats taupes (Spalacinae) sont des rongeurs pratiquement aveugles vivant dans des souterrains et se nourrissant de racines. Ils diffèrent morphologiquement nettement des taupes (insectivores) par la présence de grandes incisives et l'absence de trompe.

## Liste des genres
Cette sous-famille de spalacidés comprend les genres suivants de rats-taupes aveugles:
Selon Mammal Species of the World (version 3, 2005)  (31 mai 2016) et ITIS (31 mai 2016) :
- genre Spalax Guldenstaedt, 1770 - rats-taupes d'Ukraine

## Répartition
On rencontre les spalacinés autour de la partie est de la Méditerranée et de la Mer Noire, depuis les Balkans en passant par l'Ukraine, le sud de la Russie, l'Asie Mineure, la Syrie, la Palestine, ainsi qu'en Égypte et Libye.

## À ne pas confondre
Les rats taupes nus (Heterocephalus glaber) ont un comportement social sans équivalent chez les mammifères. Appartenant à la famille des Bathyergidae, c'est la seule espèce du genre Heterocephalus.